# Champigny-sur-Marne
Champigny-sur-Marne je město ve Francii, ve východní části metropolitní oblasti Paříže, v departmentu Val-de-Marne, spadajícím do regionu Île-de-France. Od centra Paříže je vzdáleno 12,5 km; s ním je spojuje linka příměstské železnice RER E.

## Vývoj počtu obyvatel
Počet obyvatel

## Partnerská města
- Bernau bei Berlin, Německo
- Jalapa, Nikaragua
- Musselburgh, Skotsko, Spojené království
- Rosignano Marittimo, Itálie